# Beat Kuert
Beat Kuert (Zurigo, 3 novembre 1946) è un regista cinematografico, produttore cinematografico e sceneggiatore svizzero considerato da molti critici, come ad esempio il giornalista Ernst Buchmüller e il produttore cinematografico Johannes Bösiger, uno dei più audaci innovatori della sua generazione.

## Biografia

### Anni 70: esperienze giovanili
Beat Kuert ha studiato arti visive da autodidatta negli anni '60 e '70 a Zurigo. Kuert fu in contrasto con le scuole di cinema di quel periodo che cercavano di tramandare e insegnare ideologie sorpassate. A quel tempo gli artisti sentivano la necessità di trarre ispirazione per il loro lavoro dalle strade, abbattendo le tradizionali barriere tra intellettuali e lavoratori, tra creativi e pubblico. Pur condividendo queste idee e attingendo alla vitalità di quel periodo, Kuert scelse di realizzare il suo primo lungometraggio in un'ambientazione naturale, conducendo un dialogo con il suo mondo interiore effettuando le riprese tra le montagne. 
Il suo lavoro era in cerca di un punto di vista introspettivo e questo aspetto è ancora una caratteristica costante della sua opera. La Turnus Film AG di Zurigo notò i corti sperimentali e i documentari dell'artista e tra il 1968 e il 1970 Kuert lavorò per l'azienda come montatore e regista. Nel 1971, durante un viaggio durato nove mesi in America Latina, girò il suo primo documentario della durata di un lungometraggio, Ein Erfolg unserer Entwicklungshilfe, che analizzava gli sviluppi politici nel continente.

### Esordio
Esordì nel 1974 come regista indipendente con il lungometraggio Mulungu, basato su una leggenda della Svizzera tedesca. Il film racconta la storia di un architetto che, dopo un incidente su un ghiacciaio, si imbatte continuamente in un capraio sacrificato al dio caprone Mulungu. Questo mito rimarrà un tema ricorrente per Kuert.

### Dichiarazione
Nel 1979 girò Schilten, un lungometraggio tratto da una romanzo di Hermann Burger.

### Anni 80: la casa di produzione Al Castello
Sin dall’inizio degli anni 80 Kuert si guadagnò la reputazione di regista e produttore sperimentale affermato. Il suo repertorio era caratterizzato da una costante ricerca nella sperimentazione e manipolazione delle immagini. La maggior parte delle sue storie sono basate su opere letterarie incentrate sulla tematica del tempo. In Warten auf, un corto tratto dal dramma Aspettando Godot di Samuel Beckett, Kuert dà un’interpretazione del concetto di tempo come l’eterna attesa di qualcosa che non arriverà mai. Il mockumentary Die Zeit ist böse, basato sul romanzo "Der barmherzige Hügel" di Lore Berger, svela il crescente malessere della protagonista, intrappolato in una infinita routine di lavoro e studio priva di significato. La mancanza di ispirazione per vivere persino giorno per giorno la spinge a ricorrere a una reazione estrema. Il regista decise di mettere in scena il suicidio dalla torre dove l’anti-eroina si recava tutti i giorni fino alla sua morte e sfrutta la potenza del contrasto tra la luce e l’oscurità. In questi film il tempo si ferma e finisce con remissiva agonia. Nel 1984 realizza Martha Dubronski, un dramma psicologico presentato al Locarno Film Festival. Nel 1985 Kuert lascia Zurigo e con altri registi e produttori fonda Al Castello, una casa di produzione indipendente avente sede ad Arzo, nella Svizzera meridionale. Nel 1986 realizza il film Deshima.

### Anni 90: i documentari sull'architettura
Nel 1996 Kuert diresse numerosi documentari incentrati su alcune delle figure chiave dell’architettura contemporanea: Jean Nouvel, Mario Botta, Herzog & de Meuron, Luigi Snozzi, Max Dudler. Per questi lavori Kuert adottò un particolare punto di vista e uno stile personale per trasmettere la visione e il senso estetico di ogni architetto.

### Anni 2000: dust&scratches
Dal 2000 al 2006 Kuert insegna alla scuola di documentari e televisione Zelig di Bolzano ed è professore di arti visive alla Scuola universitaria professionale della Svizzera italiana di Lugano. Kuert ha considerato importante per lungo tempo costruire la sua arte come un contenitore creativo che, partendo dalla sua concezione, include la libera e continua integrazione interdisciplinare dei vari linguaggi artistici – videoarte, performance dal vivo, poesia, musica, fotografia – per produrre un evento complesso e completo. Nel 2005, dopo aver prodotto e diretto il film sperimentale Tre artiste, Kuert riunì un gruppo di performer, misicisti, fotografi, ballerini e attori e stabilì il suo quartier generale ad Arzo (Svizzera) per concepire, produrre, sviluppare nuovi progetti. Fondò la dust&scratches, un laboratorio artistico che rappresenta un punto di connessione tra diverse energie. Attraverso la sua sinergia il gruppo tenta di generare un nuovo modo di pensare all’arte sviluppando una forte identità artistica attraverso continue contaminazioni e happening. Molti degli artisti che sono stati o sono ancora coinvolti nel progetto hanno dichiarato che il laboratorio artistico dust&scratches ha rappresentato un momento cruciale nello sviluppo delle loro carriere.

### Anni 10
L’opera di Kuert continua negli anni '10 con importanti installazioni inserite all’interno di Personal Structures / Crossing Borders, eventi collaterali della Biennale d’Arte di Venezia nelle quali, oltre ad approfondire i temi già ampiamente esplorati nei decenni precedenti, si accosta a nuovi nuclei tematici come quelli dell’allucinazione e del desiderio. Nel 2015 presenta FaultLine / TimeLine a palazzo Bembo e nel 2017, presso la stessa sede, GOOD MORNING DARKNESS. Nel novembre dello stesso anno è protagonista dell'evento Processualità ideative e attuative di un libro d’artista tenutosi alla Biblioteca Nazionale Braidense di Milano durante il quale presenta il suo ultimo libro Beat Me, A Pictorial Requiem. Prende parte a MIA Photo fair, la prima e più importante fiera d’arte dedicata alla fotografia e all’immagine in movimento in Italia nel marzo 2018 con il progetto Quella Croce Bianca.

## Vita privata
Nel 1979 sposa la produttrice televisiva Barbara Riesen con la quale ha un figlio, il regista e sceneggiatore Lucius C. Kuert.

## Produzione artistica
Il processo che portò Kuert da film sperimentali alle arti figurative è contrassegnato dalla sua ricerca dell’immagine quintessenziale che comprende questa intensa energia che si sprigiona. Per raggiungere questo obiettivo, attraverso la performance, Kuert prima materializza un mondo dove immerge lo spettatore nella sua visione, soggetto alle condizioni imposte dagli spazi nei quali avviene la performance. Le immagini ottenute attraverso questa esperienza sembrano composte da figure, ma spesso potenziate con altri linguaggi – calligrafia, testi e performance musicali – e arricchite da titoli espressivi spesso correlati a miti o a opere evocate dall’artista. Rielaborate in studio, attraverso un’indagine successiva, le sue immagini esprimono cose che non hanno mai cessato di esistere ma che continuano a farlo agli occhi del pubblico e che cercano di risvegliare il desiderio di “essere” il cambiamento che stavamo aspettando.

### Percorso artistico
Le opere di Kuert indagano i dilemmi esistenziali dell’umanità. Il primo tema che sviluppa è legato al concetto di tempo. I personaggi dei suoi film fanno esperienza di un’eterna agonia che sovente si trasforma in tragedia. Questa è l’espressione primaria del dolore e della profonda agonia che Kuert identifica come paralisi. L’espressione di quest’angoscia cresce fino a diventare un grido violento per affermare il proprio sé o per cercare una risposta. Nel progetto Donna Carnivora, i suoi personaggi sono distruttivi ed esprimono fortemente il loro tormento. Sono presentati come figure mitiche, sempre femminili, in quanto è nell’immagine della donna che lui distingue l’elemento vitale e sensuale che infine trascende l’aspetto carnale per diventare un simbolo dell’umanità. L’immobilità, i confini, i contorni esterni delle figure hanno lo stesso significato nelle opere di Kuert. Nella sua poetica il colore e un senso di movimento prevalgono sulla definizione precisa di “soggetto”, come si può vedere in Destroyed Lines, che afferma il desiderio di una maggiore fluidità. L’obiettivo è di rappresentare emozioni e mettere assieme, attraverso la loro raffigurazione, le chiavi d’accesso a un mondo interiore. Questa finalità è sempre guidata dalla più ampia ispirazione che l’esperienza può offrire. Quando Kuert entra in contatto con le filosofie orientali, apre i suoi orizzonti a nuovi temi, come in Kan-Longing for Rain; scopre come la distruzione e il caos possono diventare motore di una nuova rigenerazione o cambiamento.
Esprime l’idea che non sia la morte a rappresentare la fine, ma l’assenza di movimento. Con la creazione della sua Wunderkammer, la camera delle curiosità di Kuert, la sua visione del mondo si amplia, perché ci sono molte realtà coesistenti che sono sempre lievemente diverse tra loro che tuttavia sono sempre parte di un tutto..[16] Kuert condivide con lo spettatore lo stupore che sente quando sonda l’animo umano e si sforza di farci desiderare di afferrare il senso di meraviglia nella vita di tutti i giorni. Il senso di speranza, di energia, che è sopito in tutto quello che ci circonda è espresso anche nelle serie Moving Mountains e Illustrating Cities. Nella prima serie usa la metafora delle montagne per manipolare le loro forme e donando loro movimento. Nella seconda serie, offre invece un’istantanea di una vibrante New York City. Egli scelse questo soggetto a causa della tragedia che ha toccato la città e la magnificenza che New York esprime per mostrare come le vite degli uomini e le loro abitudini sono sostituiti: è dalle macerie che la ricostruzione è possibile.

### Temi ricorrenti
Kuert continua a sviluppare il suo messaggio mentre i media che usa si evolvono costantemente. Il filo di Arianna che guida la sua ricerca è l’eterno divenire, in una costante successione dell’apparente dicotomia tra distruzione e rinascita, in cui la prima implica la seconda. L’idea di un tempo circolare è eternamente presente nei personaggi di Kuert, trattate come figure mitiche in uno spazio consacrato nella costante ricerca di una spiegazione o una motivazione che vada oltre l’esperienza quotidiana dell’umanità

#### Distruzione e rinascita
Le opere di Kuert e la loro esposizione generano una costante oscillazione tra opposti grazie ai media che usa e le istanze che rappresenta.
Citando direttamente l’artista: ”Lavorare digitalmente è una sorta di filosofia per me. Significa creare con il linguaggio binario di 0 e 1. Due valori complementari che possono essere interpretati in vari modi come: ‘acceso e spento’, ‘si e no’, ma anche ‘yin e yang’, ‘essere o non essere’, Iside e Osiride e così via".
Kuert si vede come un artista del “sublime”. Nella sua poetica gioca sempre coi concetti e i loro opposti: la carnalità delle sue figure e i loro sviluppi simbolici, il mezzo digitale e l’immagine pittoresca, la distruzione delle proprie immagini un ulteriore nuovo significato, e la rappresentazione del dolore per evocare la speranza.

#### Il concetto di tempo
All’inizio della sua carriera, correlava le sue storie a quelle di un singolo individuo, ma la vita di una persona ha un inizio e una fine in uno spazio-tempo definito. In un secondo momento, era condensato in un istante sovrapponendo strati che producevano una singola immagine che esprime tutti i contenuti. E infine, Kuert racconta le storie non di singoli individui, bensì dell’intera umanità.
"L'epica è sempre uguale a sé stessa, come il mare. Ha sempre gli stessi movimenti, le stesse ripetizioni. La forma narrativa esige che ci siano un inizio e una fine, ma tutto ciò è fittizio. Ci sono molte persone sulla Terra, e ognuna di esse ha un inizio ed una fine, proprio come le onde formano il mare ripetendo sé stesse, e questo m’intriga. Mi piace molto l’idea di una ripetizione che è sempre differente, proprio come non ci sono due onde identiche."
I personaggi sono quindi uniti e smaterializzati; affinati attraverso le revisioni, diventano simboli. L’obiettivo finale di Kuert è di elevare l'umanità facendo appello al loro sé interiore, lasciandoli stupefatti e con un senso di rigenerazione, trasmettendo il sentimento che tutto il tempo sia richiuso in un istante.

#### Mito
Il mito è una forma di narrazione sacra attraverso allegorie poetiche o filosofiche dell’origine del mondo prima della storia scritta. Kuert ha spesso usato questo tema nel titolo delle sue opere, evocando miti esistente o creando i suoi. Il tempo dei suoi soggetti è sempre indefinito, ma è eternamente presente e ciclico. Il tema della ripetizione legato alla tradizione orale è la storia che è spesso ripetuta con leggere variazioni; le usa per esprimere bisogni religiosi o morali codificando un credo. Il mito diventa un elemento vitale della civilizzazione umana e una forza attiva crescente nel tempo. Le sue opere sono altrettanto ispirate dalle forme nello spazio.

#### Specie umana
Le opere di Kuert si focalizzano sulle emozioni umane e le domande esistenziali. Le opere evocative e spesso provocatorie sono caratterizzate dal fatto di essere parte integrante di un’evoluzione di differenti discipline artistiche che interagiscono tra di loro. La sua arte si distanzia fortemente dal puro formalismo per creare un forte impatto emotivo, con l’obiettivo di creare stupefazione nello spettatore attraverso le immagini per provocare la loro immaginazione e invitarli a contemplare e cercare un senso di meraviglia.

## Mostre
- 3-4/2007; Donna Carnivora; performance and music, video installations, and photographs; Scoletta dei Tiraoro e Battioro, Venice.
- 11/2008; Destroyed Lines; performance, video installations, photographs, and sculptures; Yuanfen New Media Art Space, Beijing.
- 6/1-28/2/2010, Room Without a View; exhibition, performance, video installations, photographs, and sculptures; New B Gallery, Shanghai.
- 7/2010; KAN-Longing for Rain; solo exhibition and live performance; Inter Art Gallery, Beijing.
- 9/2010; Pingyao Photo Festival; Pingyao, represented by Inter Art Center, Beijing.
- 7-8/2012, Wunderkammer; solo exhibition; M&C Saatchi, Shanghai.
- 30/11-4/12/2013; Et Sic in Infinitum; personal project for the 9th Florence Biennale; installation and performance; Florence Biennale, Florence.
- 9/5/2015 - 22/11/2015; FaultLine/TimeLine VENICE BIENNALE 2015 contribute to the collateral event Personal Structures, at Palazzo Bembo
- 13/05/2017 - 26/11/2017; Good Morning Darkness, Palazzo Bembo, Venezia, in occasione della LVII Biennale d’arte di Venezia.
- 9-12/3/2018 -  MIA Photo Fair / THE MALL, Milano.
- 6-10/6/2018 - Furor Corporis, Mac, Milano.

## Pubblicazioni
- Beat Me, A Pictorial Requiem - Published by EYEMAZING Editions, 2017
- Et Sic in Infinitum, catalogue produced and distributed by dust&scratches, with essays by Rolando Bellini. Published for the 9th Florence Biennale, 2013.
- Wunderkammer, catalogue produced and distributed by dust&scratches, with essays by Enzo Di Martino. Published for the solo exhibition Wunderkammer at M&C Saatchi Gallery, Shanghai, 2012.
- Gaia – Beat Kuert, catalogue produced and distributed by QTI, Fotografi della Svizzera Italiana series, edited by Adriano Heitmann, 2010.
- Kan – Longing for Rain, catalogue produced and distributed by ICON Media, edited by Na Risong, and with an introduction by Gu Zheng and Wu Hong, 2010.
- Destroyed Lines, catalogue produced and distributed by dust&scratches, edited by David Ben Kay and Laetitia Gauden, and with an introduction by Gu Zheng and Wu Hong, 2010.
- Donna Carnivora, catalogue produced and distributed by dust&scratches, with essays by Enzo Di Martino, 2007.
- Beat Kuert, Furor Corporis, Fondazione Maimeri editore, Milano, 2018.

## Filmografia

### Regista
- Lulla - cortometraggio (1966)
- Eine Welt wie Barbara - cortometraggio (1967)
- Ein Erfolg unserer Entwicklungshilfe - documentario (1971)
- Mulungu (1974)
- Schilten (1979)
- Die Zeit ist böse (1982)
- Pi-errotische Beziehungen (1982)
- Martha Dubronski (1984)
- Deshima (1986)
- L'assassina (1989)
- Der Grossinquisitor - film TV (1991)
- Hanna & Rocky (1993)
- Am Ende der Zeit (1998)
- Jean Nouvel - Ästhetik des Wunderbaren - documentario (1998)
- Architects Herzog and De Meuron: Tate Modern - cortometraggio documentario (2000)
- Architects Herzog and De Meuron: Alchemy of Building - documentario (2002)[26][27]
- Architectour de Suisse - serie TV (2002)
- Ichliebemich (Alex Sadkowsky) - documentario (2003)[28]
- La nuova Scala - cortometraggio documentario (2005)[29]
- Berg und Geist - serie TV (2004–2014)[30]